# Kuldscha oberthuri
Kuldscha oberthuri är en fjärilsart som beskrevs av Alphéraky 1892. Kuldscha oberthuri ingår i släktet Kuldscha och familjen mätare. Inga underarter finns listade i Catalogue of Life.